# Ding Ling

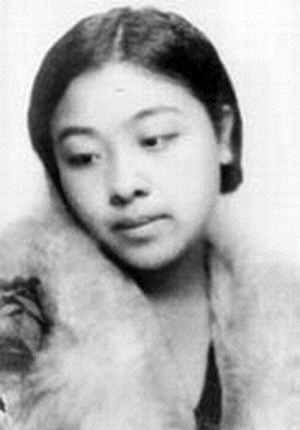
Ding Ling, 1930er Jahre.

Ding Ling (chinesisch 丁玲, Pinyin Dīng Líng; eigentlich Jiang Bingzhi (chinesisch 蔣冰之, Pinyin Jiǎng Bīngzhī); * 12. Oktober 1904 in Linli, Provinz Hunan, Chinesisches Kaiserreich; † 4. März 1986 in Peking, Volksrepublik China) war eine chinesische Schriftstellerin und eine der bedeutendsten Vertreterinnen der Literatur der chinesischen Republik (1911–1949). Sie war außerdem politisch aktiv, Mitglied der Kommunistischen Partei Chinas und Verfolgte des kommunistischen Regimes.

## Leben

### Jugend
Ding Ling wurde am 12. Oktober 1904 in einer wohlhabenden Großgrundbesitzerfamilie im Dorf Heishuchong, Xixiang, Kreis Fu, in der Provinz Hunan geboren. Ihr Vater Jiang Baoqian war Gelehrter und starb, als sie vier Jahre alt war. Dank ihrer aufgeschlossenen Mutter Yu Manzhen begann sie bereits in jungen Jahren, sich für Politik zu interessieren und sozial zu engagieren. 
Ihr Studium in Changsha und Shanghai schloss sie nicht ab, lernte aber währenddessen einige junge Literaten kennen. Ab 1923 lebte sie in Peking zusammen mit ihrem Geliebten Hu Yepin, dem Beilagenredakteur der Beijing News, und veröffentlichte 1927 ihre erste Geschichte, Mèng Kē (《梦珂》). Der Erfolg dieser Erzählung veranlasste sie ein Jahr später zur Publikation des Romans Tagebuch der Sophia (《莎菲女士的日記》, Shāfēi Nüshì de Rìjì; ISBN 3-518-01670-9), das zu ihren bedeutendsten Werken zählt. Er erschien im Februar 1928 in Novel Monthly und schilderte eine in eine Dreiecksbeziehung verwickelte verzweifelte kranke junge Frau, die mit ihren Wünschen und Leidenschaften in ihrer konservativen Umgebung nicht zurechtkommt und egoistisch und grausam wird. Auch dieses Werk gewann schnell Anerkennung und verschaffte ihrem Namen in literarischen Kreisen Bekanntheit.

### Leben in Shanghai

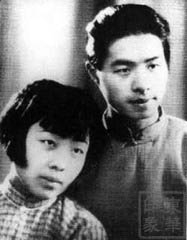
Ding Ling und ihr Ehemann Hu Yepin 1926

Ungefähr zu dieser Zeit lernte Ding Ling das Mitglied der Kommunistischen Partei Feng Xuefeng kennen. Seine politischen Aktivitäten unterschieden sich sehr von Hu Yepins Abstandhalten zur Politik, und Ding Ling verliebte sich in ihn. Ende Februar reisten die drei zu Gesprächen nach Hangzhou, sie heiratete Hu Yepin und zog im Sommer 1928 mit Hu Yepin und dem jungen Schriftsteller Shen Congwen zurück nach Shanghai, wo sie in den folgenden Jahren drei Bände mit Kurzgeschichten verfasste. In diesen Texten behandelte Ding hauptsächlich das Thema Frauen und übte Sozialkritik. 1928 unternahm sie mit Hu und Shen einen erfolglosen Versuch, einen eigenen Verlag, Rot und Schwarz, zu gründen. Sie lebten allerdings von der Miete, die Ding Lings Mutter ihnen regelmäßig überwies. Im Winter 1929 vollendete Ding Ling den Roman Wei Hu (《韋護》), der auf der Liebesgeschichte zwischen Ding Lings Freund Wang Jianhong und dem Mitglied der Kommunistischen Partei Qu Qiubai basierte. 
1930 wurde Ding Ling und Hu Yepin ein Sohn geboren. Am 17. Januar 1931 wurde Hu wegen seiner kommunistischen Aktivitäten von der Guomindang verhaftet und am 7. Februar in Longhua erschossen. Ding Ling schickte ihren weniger als 100 Tage alten Sohn zur Pflege nach Hunan zurück. Die Hinrichtung ihres Mannes und eine politische Radikalisierung veranlasste die Schriftstellerin, 1932 in die Kommunistische Partei Chinas einzutreten. Sie begann ihren großen Roman Mutter (《母親》 Mǔqīn) und konnte noch den ersten Teil beenden, bevor sie 1933 von den Guomindang verhaftet wurde. Im April 1934 arbeitete Feng Da als Übersetzer in der Guomintang-Agentur, und die Guomintang gab Ding Ling außerdem monatlich 100 Yuan als Lebensunterhalt. Die beiden standen unter Hausarrest. Im Oktober brachte sie ihre Tochter Jiang Zuhui zur Welt. Drei Jahre später gelang ihr die Flucht nach Yan’an, ein Gebiet, das nach dem „Langen Marsch“ von den Kommunisten kontrolliert wurde.

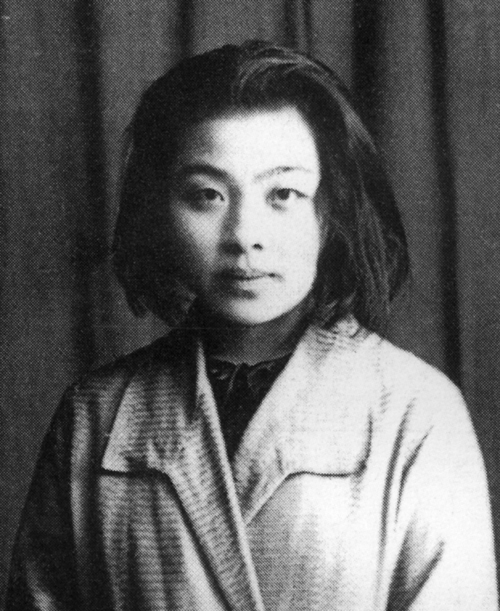
Ding Ling, 1930er Jahre

### Yan'an-Periode

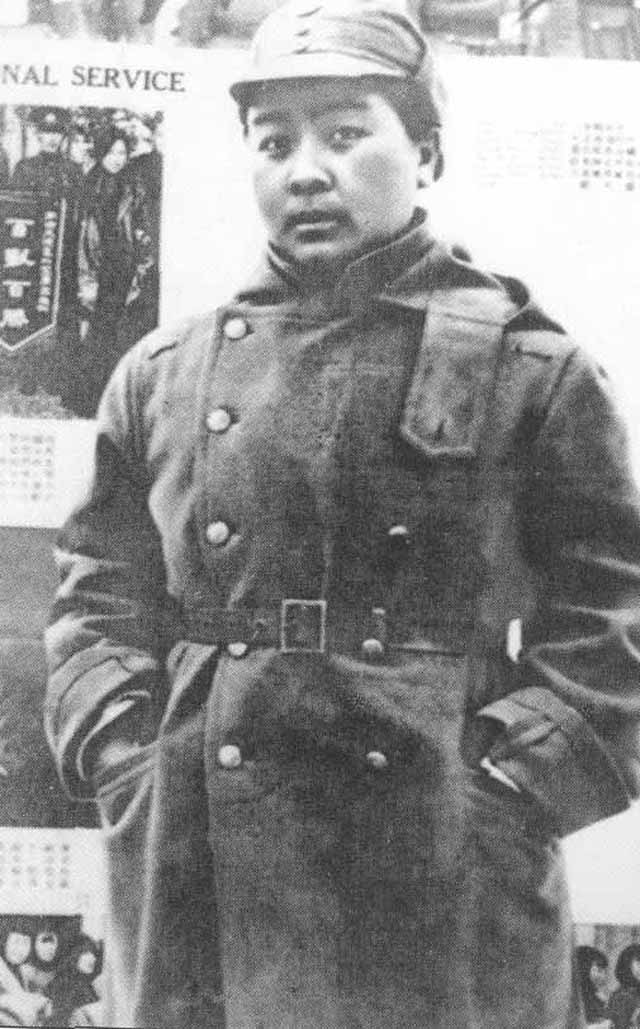
Ding Ling während des antijapanischen Krieges.

Dort lernte Ding Mao Zedong kennen und begann erneut, politisch und intellektuell aktiv zu werden. Später erfuhr Ding die Schattenseiten der kommunistischen Ordnung und schrieb einige kritische Erzählungen, u. a. Im Hospital. Um sie gründete sich eine Bewegung der Schriftsteller von Yan’an, die ebenfalls sehr beunruhigt über die immer tiefer werdende Kluft zwischen marxistischen Idealen und der Realität waren. Besonders die Heuchelei und gelegentliche Grausamkeit der KPCh-Führer erntete massive Kritik. Die Führer antworteten mit einer Berichtigungskampagne und es gelang Mao, die Stellung von Ding zu erschüttern. Sie wurde aufs Land verbannt. Schon nach zwei Jahren kehrte sie zurück und setzte ihre Arbeit fort. Sie lebte nun mit Chen Meng zusammen.

### Gipfel der Karriere
Kurz vor der Machtübernahme der KPCh im ganzen Land beendete sie 1948 ihren Roman Sonne über dem Fluss Sanggan (太陽照在桑乾河上 Tàiyáng zhào zài Sānggānhé shàng), für den sie den Stalinpreis erhielt. Damit entwickelte sich ihre Karriere als kommunistische Aktivistin rapide, sie reiste um die Welt, nahm an Kongressen und Feierlichkeiten teil und wurde zur Herausgeberin des Literaturanzeigers ernannt, der zentralen Kulturzeitung Chinas. Sie übte massive Kritik an „bourgeoisen“ Schriftstellern, darunter auch an früheren Freunden, half zu deren Inhaftierung und versuchte fanatisch, der Parteilinie treu zu bleiben.

### Leben in Haft
Doch auch diese Treue zur Partei rettete sie nicht. 1955 wurde sie als Verräterin gebrandmarkt und 1957, nach einer kurzen Ruhephase, zur Arbeit auf einem Bauernhof im hohen Norden verurteilt. Im Juni 1958 wurden Ding und ihr Mann Chen Ming in die Große Nördliche Wildnis in der Mandschurei verbannt. 1960 bis 1964 genoss sie noch relative Freiheit, ab 1964 ging man erneut mit aller Härte gegen sie vor. Während der Kulturrevolution wurde sie zu zwölf Jahren körperlicher Arbeit auf einem Bauernhof verurteilt, musste psychische und physische Folter ertragen sowie Schwerstarbeit verrichten. Die Manuskripte ihrer unpublizierten Werke wurden vernichtet. 1970 wurde sie inhaftiert und sechs Jahre unter schlechten Bedingungen gefangengehalten.
Nach dem Tode Maos und der Zerschlagung der Viererbande wurde Ding 1979, also mit 75 Jahren, aus der Haft entlassen und rehabilitiert: Im Januar 1979 kehrte sie nach Peking zurück, im Mai ließ man den Vorwurf „Rechtsextremität“ gegen sie fallen und gab ihr die Parteimitgliedschaft zurück. 1984 wurde festgestellt, dass Dings Verhaftung in Nanjing „ungerechtfertigt gewesen war“, ihr Ruf wurde wieder hergestellt. In den Folgejahren kritisierte sie gelegentlich die Kommunistische Partei. In ihrem Todesjahr 1986 wurde sie als auswärtiges Ehrenmitglied in die American Academy of Arts and Letters gewählt. Sie starb am 4. März 1986 in Peking an einer Krankheit.

## Zitat
"Ich kann sagen, wenn ich nicht von westlicher Literatur beeinflusst worden wäre, wäre ich wahrscheinlich nicht in der Lage gewesen, Belletristik zu schreiben, jedenfalls nicht die Art von Belletristik in dieser Sammlung. Es ist offensichtlich, dass meine frühesten Geschichten dem Weg des westlichen Realismus folgten ... Wenig später, als sich die chinesische Revolution entwickelte, veränderte sich meine Belletristik mit den Bedürfnissen der Zeit und des chinesischen Volkes ... Literatur sollte Geister verbinden. .. Unwissenheit in gegenseitiges Verständnis verwandeln. Zeit, Ort und Institutionen können es nicht von den Freunden trennen, die es gewinnt ... Und im Jahr 1957, einer Zeit spirituellen Leidens für mich, fand ich Trost darin, viel lateinamerikanische und afrikanische Literatur zu lesen."

## Werke (Auswahl)
- 《梦珂》 Mèng Kē
- 《莎菲女士的日記》 Suōfēi Nǚshì de Rìjì (Das Tagebuch der Sofia)
- 《在黑暗中》 Zài Hēi'ànzhōng (Im Dunkeln)
- 《水》 Shuǐ (Wasser)
- 《夜》 Yè (Nacht)
- 《母親》 Mǔqīn (Mutter)
- 《自殺日記》 Zìshā Rìjì (Selbstmordtagebuch)

### Übersetzungen ins Deutsche
(in chronologischer Reihenfolge)
- Sonne über dem Sanggan (Taiyang-zhao-zai-Sangganhe-shang, 1948). Roman. Aus dem Russischen übersetzt von Arthur Nestmann. - Verlag Dietz, 1952.
- Das Tagebuch der Sophia (Sha-fei-nü-shih-tê-jih-chi). Übersetzt vom Arbeitskreis Moderne Chinesische Literatur am Ostasiatischen Seminar der Freien Universität Berlin.- Verlag Suhrkamp, 1980, 1986 u.ö. - ISBN 978-3518016701
- Hirsekorn im blauen Meer. Erzählungen. - Verlag Reclam, 1987. - ISBN 978-3379001472
- Jahreszeiten einer Frau. Roman. Aus dem Chinesischen von Michaela Herrmann. Mit einem Vorwort von Wolfgang Kubin. - Verlag Herder, 1991, 1994 u.ö. - ISBN 978-3451221576